# Iwkowa
Iwkowa ist ein Dorf im Powiat Brzeski der Woiwodschaft Kleinpolen in Polen. Es ist Sitz der gleichnamigen Landgemeinde mit etwas mehr als 6350 Einwohnern.

## Geographie
Der Ort liegt am Bach Bela und ist von Hügeln des Wiśniczen Vorgebirges umgeben: Śpilówka (516 m), Piekarska Góra (515 m), Bukowiec (500 m), Mahulec (483 m). Die Nachbarorte sind die Stadt Czchów im Osten, Wytrzyszczka im Südosten, Wojakowa, Porąbka Iwkowska und Połom Mały im Süden, Rajbrot im Westen, sowie Lipnica Dolna und Tymowa im Norden.

## Geschichte
Die Pfarrei Libertas Jvonis wurde noch nicht im Peterspfennigregister des Bistums Krakau im Jahr 1325/1326 erwähnt, aber schon im Jahr 1327 (Item Symon, plebanus ecclesie de Libertate Yvonis), also zu dieser Zeit errichtet beschrieben. Das deutschrechtliche Dorf wurde laut dem Gründungsprivileg Königin Hedwigs von Kalisch aus dem Jahr 1334 auf 40 fränkischen Hufen im Wald flussaufwärts des Altdorfs Libertas Iwconis angelegt. Anfänglich hatte das Dorf drei Schultheiße: Briccius, Jacobus und Petrus. Der besitzanzeigende Name ist vom Personennamen Iwo bzw. Iwko abgeleitet. Die Ergänzung Wola (lateinisch libertas) deutete auf eine steuerfreie Neugründung und wurde bis zum frühen 15. Jahrhundert benutzt (1346 – Ywconis Libertas, 1348 – Libertas Ywonis, 1392 – Iwkowa, Iwkowa Wola, 1404 – Jwkowa Wolya).

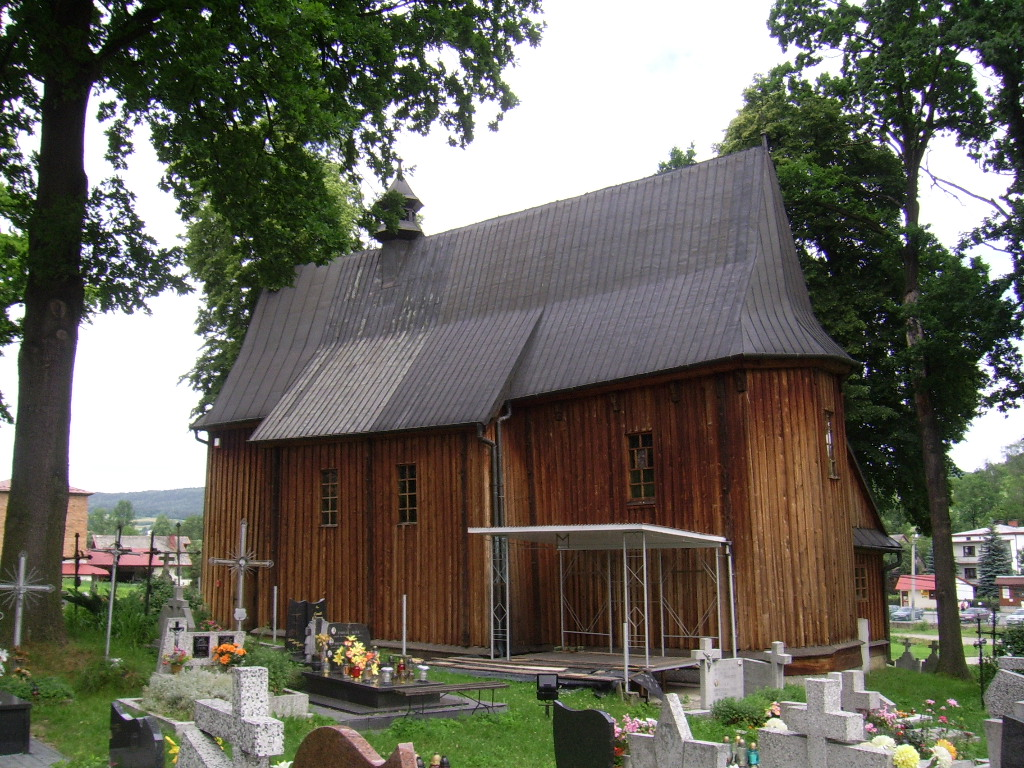
Holzkirche

Bei der Ersten Teilung Polens kam Iwkowa 1772 zum neuen Königreich Galizien und Lodomerien des habsburgischen Kaiserreichs (ab 1804). Nach der Aufhebung der Patrimonialherrschaften bildete es eine Gemeinde im Bezirk Brzesko.
1918, nach dem Ende des Ersten Weltkriegs und dem Zusammenbruch der k.u.k. Monarchie, kam Iwkowa zu Polen. Unterbrochen wurde dies nur durch die Besetzung Polens durch die Wehrmacht im Zweiten Weltkrieg.
Von 1975 bis 1998 gehörte Iwkowa zur Woiwodschaft Tarnów.
Seit 2016 besteht eine Gemeindepartnerschaft mit Selm in Nordrhein-Westfalen.

## Sehenswürdigkeiten
- Spätgotische hölzerne Friedhofskirche, gebaut 1398[5]

## Gemeinde
Zur Landgemeinde (gmina wiejska) Iwkowa gehören sieben Dörfer mit Schulzenämtern.